# Alejandro Selkirk
Alejandro Selkirk, fino al 1966 chiamata Isla Más Afuera, è la seconda per grandezza e la più occidentale delle isole dell'arcipelago di Juan Fernández.
Nel 1966, il governo cileno rinominò l'Isla Más Afuera in isola Alejandro Selkirk; l'Isla Más a Tierra diventò invece l'isola Robinson Crusoe. Alexander Selkirk fu un marinaio scozzese che venne abbandonato per quattro anni e quattro mesi sull'isola Robinson Crusoe e non sull’isola che oggi porta il suo nome. La sua sopravvivenza si presume sia stata l'ispirazione per il romanzo di Daniel Defoe, intitolato appunto Robinson Crusoe, anche se studi più recenti indicano in altre storie di sopravvivenza la base da cui Defoe prese spunto per il suo romanzo.

## Geografia
È situata 180 km a ovest dell'isola di Robinson Crusoe. L'isola ha una superficie totale di 49,5 km²., l'attracco è possibile a metà della costa orientale in località Quebrada Sánchez (Barranco Sánchez) oppure a Quebrada Las Casas (Barranco La Casas), dove si trovano anche gli edifici di un'antica colonia penale attiva dal 1909. Difficilmente accessibile, è raramente meta di visite turistiche, ma durante il periodo della pesca delle aragoste vi si stabiliscono per diversi mesi all'anno alcune famiglie dell'isola Robinson Crusoe.
È l'isola più elevata dell'arcipelago; il punto più alto è il Cerro de Los Inocentes (1320 m) e d'inverno può capitare che sui rilievi vi siano precipitazioni nevose. Tra le specie endemiche vi sono l'orchidea Gavilea insularis e il passeriforme Aphrastura masafuerae, considerato specie in pericolo critico.. La scogliera tocca punte di 1000 m di altitudine e l'isola è disseminata di burroni e ripide creste.

## Storia
Prima dell'istituzione della colonia penale l'isola era disabitata; inizialmente ospitò un totale di 190 detenuti, che si ridussero a circa 160 prigionieri politici intorno al 1929. La colonia venne smantellata nel 1930.
L'isola è la parte emersa di un antico vulcano a scudo del pleistocene; le rocce dell'isola sono databili tra 1 e 2 milioni di anni. È la più giovane delle isole Juan Fernández ed ha subito livelli minimi di azione erosiva.
La foca pellicciata di Juan Fernández è vissuta dalla fine del '600 sull'isola, con una popolazione sulle due isole di oltre 4 milioni di esemplari alla fine del XVII secolo. Un censimento del 1797 contava una popolazione di 2-3 milioni di foche.
La specie fu cacciata quasi fino alla sua estinzione nel 1800 e venne ritenuta estinta per oltre 100 anni, fino a quando 200 esemplari furono avvistati sull'isola nel 1965. Da allora la popolazione cresce ogni anno del 15-20%.
Un endemismo dell'arcipelago è il ragno linifide Juanfernandezia melanocephala, scoperto nel 1991 dall'aracnologo Alfred Frank Millidge.

## Galleria d'immagini

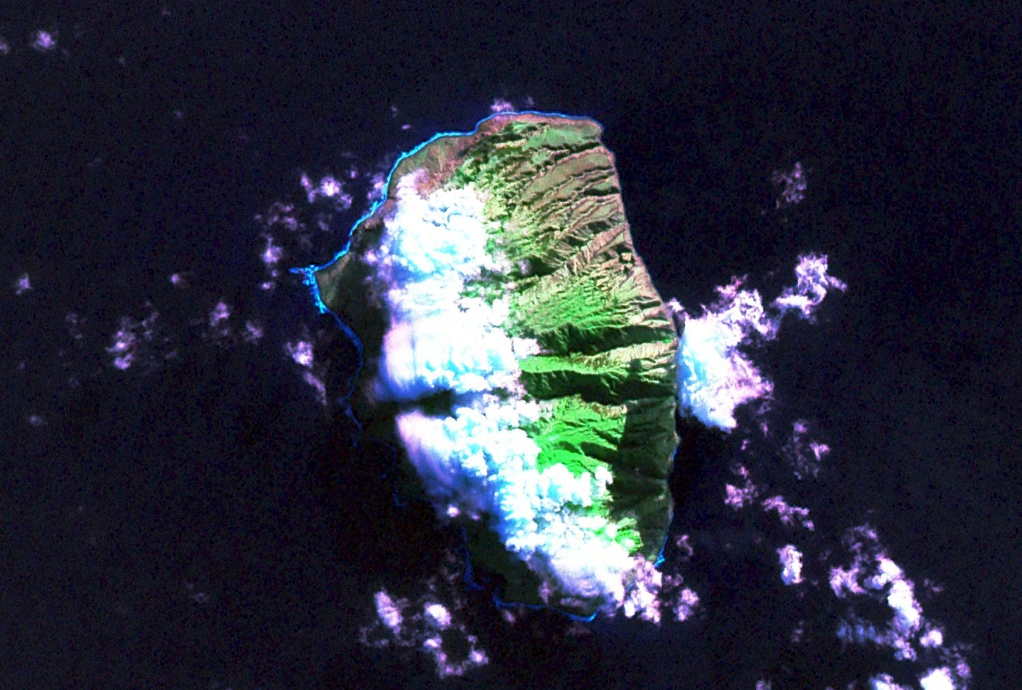
Immagine satellitare
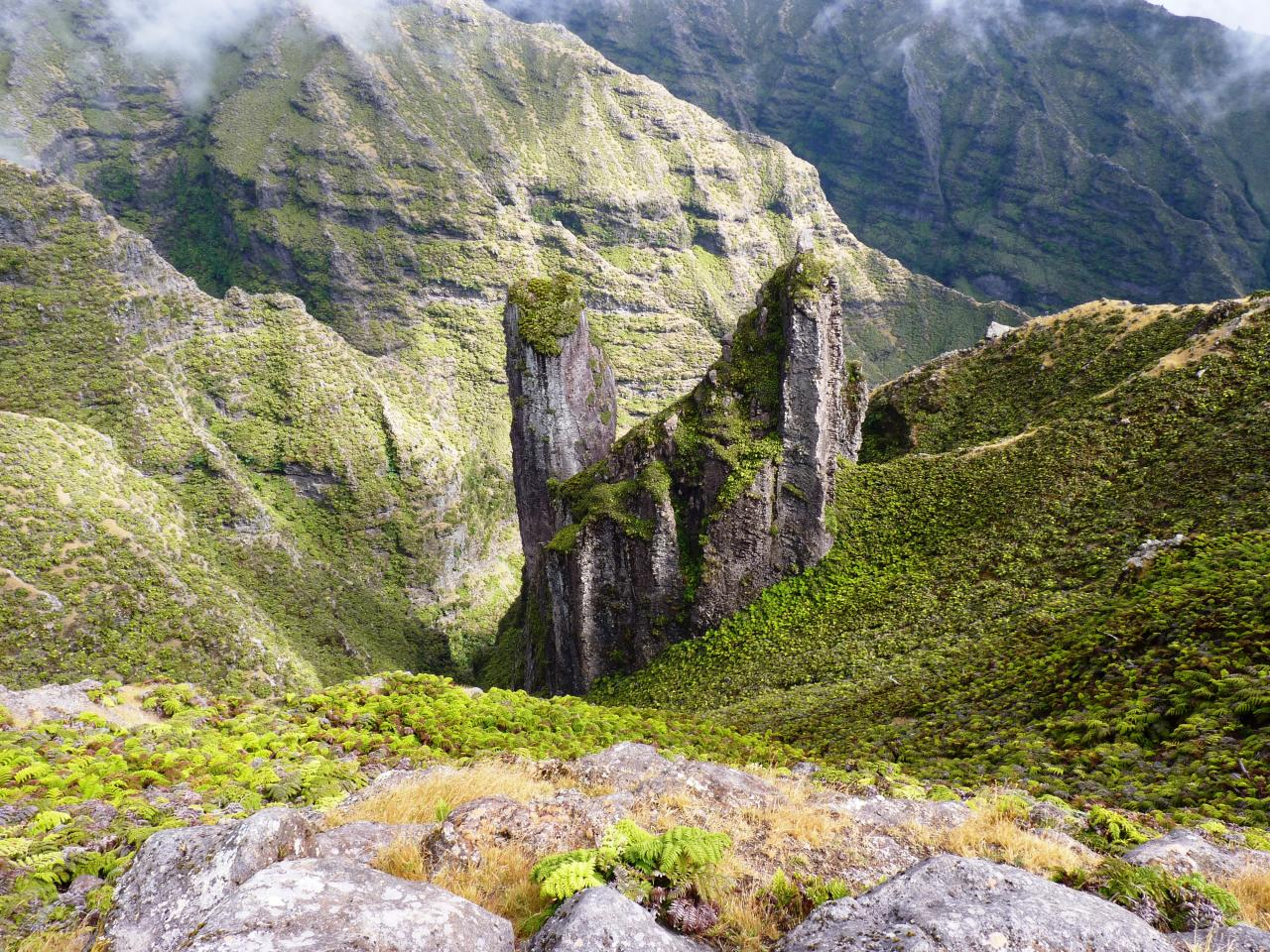
Tres Torres
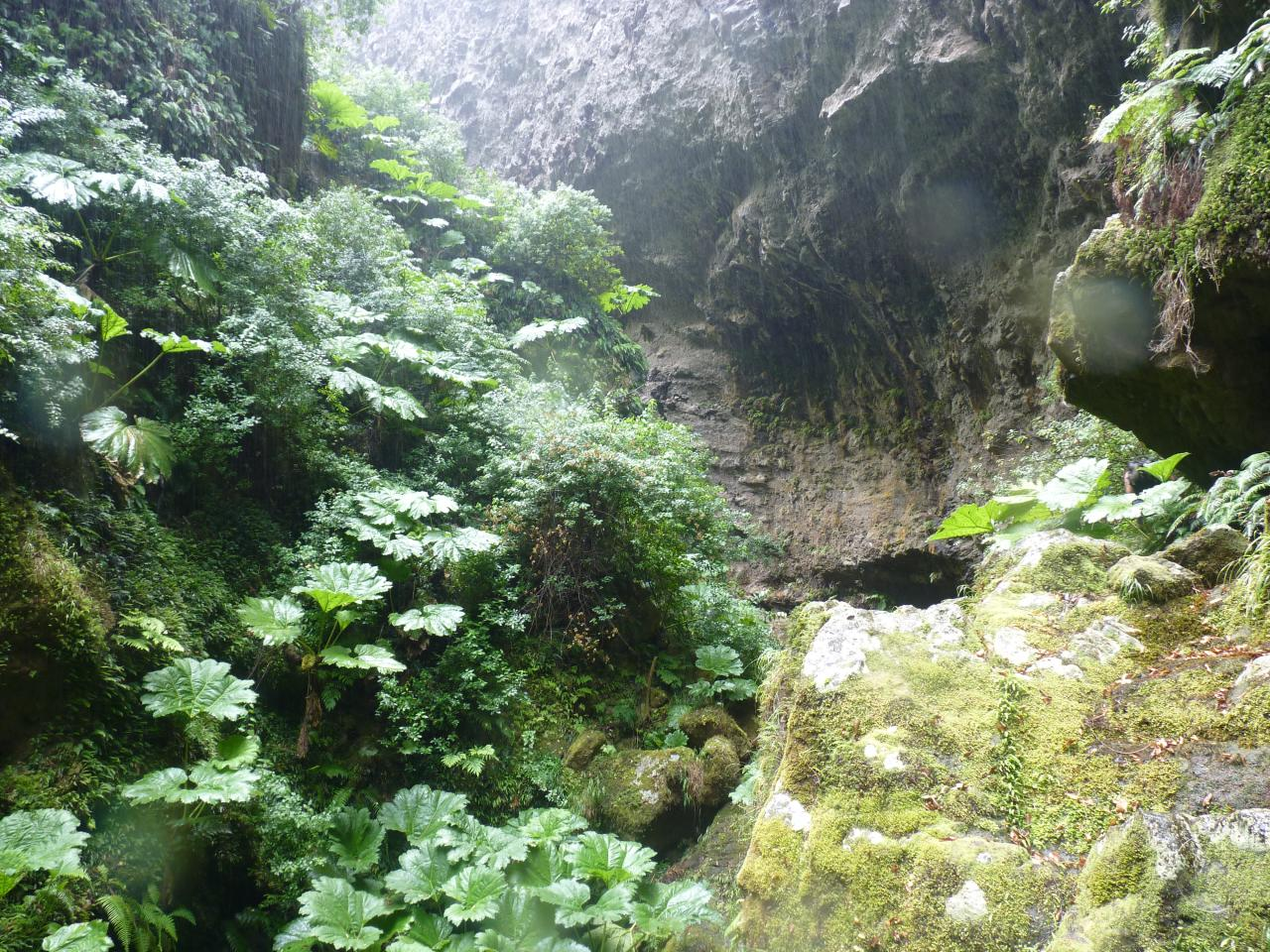
Quebrada Las Casas